# Evul Mediu timpuriu în România
Evul mediu timpuriu în România actuală a început cu retragerea trupelor și administrației romane din provincia Dacia în anii 270. În următorul mileniu, au sosit o serie de popoare, dintre care majoritatea controlau numai două sau trei din cele aproape zece regiuni istorice care formează acum România. În această perioadă, societatea și cultura au suferit schimbări fundamentale. Viața orașelor a încetat în Dacia odată cu retragerea romană, iar în Scythia Minor  – cealaltă provincie romană de pe teritoriul actual al României  – 400 de ani mai târziu. Vasele atent lucrate pe roțile rapide de olărit au dispărut și începând cu anii 450, ceramica lucrată manual a devenit dominantă. Ritualurile de înmormântare s-au schimbat de mai multe ori de la incinerație la inhumație și viceversa până când inhumația a devenit dominantă pe la sfârșitul secolului al X-lea.
Goții și gepizii est-germanici, care trăiau în comunități sedentare, au fost primii nou-veniți. Goții au dominat Moldova și Muntenia din anii 290, și părți din Transilvania după anii 330. Puterea lor s-a prăbușit sub atacurile hunilor nomazi din 376. Hunii controlau Europa Răsăriteană și Centrală după începutul secolului al V-lea, dar imperiul lor s-a dezintegrat în 454. Ulterior, în regiunile de la vest de Munții Carpați  – Banat, Crișana și Transilvania  – și Oltenia au fost dominate de gepizi. În decurs de un secol, ținuturile de la est de munți au devenit importante centre ale anților și sclavinilor⁠(d). Hidronimele⁠(d) și toponimele de origine slavă demonstrează și o prezență singulară a slavilor timpurii⁠(d) în regiunile de la vest de Carpați.
Avarii nomazi i-au subjugat pe gepizi în 568 și au dominat Bazinul Panonic până în preajma anului 800. Bulgarii și-au fondat și ei un puternic imperiu în anii 670, cuprinzând Dobrogea și alte teritorii de-a lungul Dunării de Jos. Bulgaria a adoptat oficial creștinismul ortodox în 864. Un conflict armat între Bulgaria și maghiarii nomazi i-a forțat pe aceștia din urmă să se îndepărteze de stepele Pontice și a început cucerirea Bazinului Panonic în jurul anului 895. Invazia lor a dat naștere la cea mai timpurie atestare, înregistrată câteva secole mai târziu, în Gesta Hungarorum, a unui sistem politic condus de un duce român pe nume Gelou. Aceeași sursă menționează și prezența secuilor în Crișana în jurul anului 895. Primele referiri contemporane la români  – care erau denumiți vlahi  – în regiunile care formează astăzi România datează din secolele al XII-lea și al XIII-lea. Referiri la vlahi care locuiesc pe pământurile de la sud de Dunărea de Jos abundă în aceeași perioadă.
Banatul, Crișana și Transilvania au fost integrate în Regatul Ungariei în secolul al XI-lea. Aceste regiuni au fost supuse raidurilor de pradă ale pecenegilor și cumanilor nomazi care dominau zona de șes de la est de munți. Monarhii maghiari au promovat imigrarea coloniștilor din Europa de Vest în Transilvania de prin anii 1150. Urmașii acestor coloniști, cunoscuti sub numele de sași în secolul al XIII-lea, au primit privilegii colective în 1224. Din cauza așezării sașilor în fostele lor teritorii, secuii s-au deplasat în cea mai estică zonă a regatului. Apariția Imperiului Mongol în Stepele Eurasiatice în primele decenii ale secolului al XIII-lea a avut efecte de durată asupra istoriei regiunii. Mongolii i-au subjugat pe cumani în 1230 și au distrus multe așezări de pe tot cuprinsul Regatului Ungariei în 1241 și 1242, punând capăt Evului Mediu Timpuriu.

## Fundal

### Provincii romane și triburi băștinașe

Provincii romane în regiunile care formează acum România în al II-lea secol d.C.

Contactele între Imperiul Roman  – care ajunsese cel mai mare imperiu din istoria Europei  –  și băștinașii din regiunile care formează astăzi România a început în secolul al II-lea î.e.n. Aceste regiuni erau locuite de daci, bastarni și alte popoare ale căror incursiuni reprezentau o amenințare pentru imperiu. Romanii au încercat inițial să își securizeze frontierele prin diverse mijloace, inclusiv crearea de zone tampon. În cele din urmă, ei au decis că anexarea a terenurilor acestor feroci „barbari” este cea mai bună măsură. Teritoriul geților dintre fluviul Dunărea și Marea Neagră (Dobrogea modernă) a fost prima regiune încorporată în imperiu. Acesta a fost anexat la provincia romană Moesia în 46 e.n.
Dunărea reprezenta granița dintre imperiu și „Barbaricum” până când împăratul Traian a decis să extindă frontierele asupra teritoriilor controlate de către Regatul Dac. El și-a atins scopul prin două campanii militare, cea de-a doua încheiată cu anihilarea statul dac și constituirea provinciei romane Dacia în 106. Acesta cuprindea Oltenia și porțiuni mari din Banat, Transilvania și Muntenia. Mulți coloniști „din toată lumea romană” s-au stabilit în noua provincie în următoarele decenii.
Dacia era situată în afara granițelor naturale ale imperiului. Era înconjurată de triburi băștinașe care locuiau în regiunile Crișana, Maramureș și Moldova, care sunt acum parte integrantă a României, dar nu au fost anexate de către romani. Provincia Dacia a fost invadată de triburile vecine, între care carpi și sarmații din anii 230, și de către goți din anii 250. Cum frontierele trebuiau scurtate pentru a putea fi mai bine apărate, retragerea legiunilor romane din Dacia a început în anii 260. Provincia și-a încetat oficial existența sub împăratul Aurelian (270–275), care „a retras romanii din orașele și satele din Dacia”. Garnizoanele staționate în Drobeta și Sucidava au rămas pe malul de nord al râului.

### Originea românilor

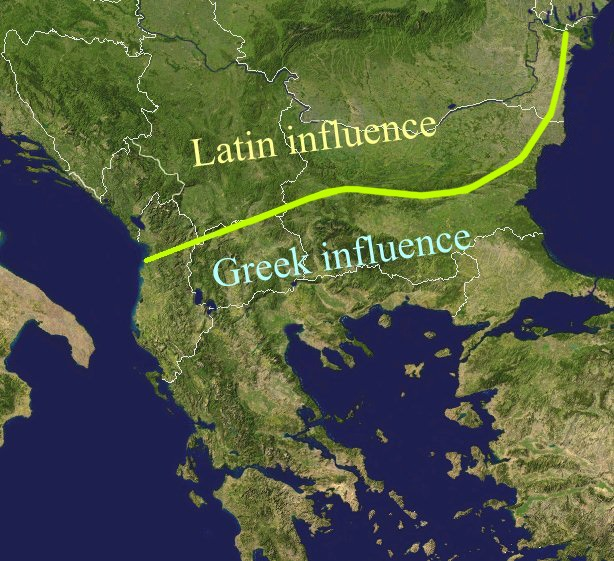
„Linia Jireček”

Românii vorbesc o limbă originară din dialectele din provinciile romane de la nord de „Linia Jireček”. Această linie împărțea, în epoca romană, provinciile predominant vorbitoare de limbă greacă din sud de cele în care limba latină era limba principală de comunicare. Apariția unei proto-române din latina vulgară a fost demonstrată pentru prima oară de cuvintele „torna, torna, frater” („întoarce-te, întoarce-te, frate”) consemnate în legătură cu o campanie militară a Imperiului Roman de Răsărit din 587 sau 588. Soldatul care le-a strigat „în limba lui maternă” vorbea un dialect romanic răsăritean din Munții Balcani.
Grigore Nandriș scrie că vocabularul românesc⁠(d) sugerează că românii au fost „reduși la o viață pastorală în munți și la ocupații agrare pe pășunile de la poalele lor” după prăbușirea dominației romane. Un număr mare de cuvinte românești de origine incertă sunt legate de creșterea animalelor. Din acest grup fac parte cuvintele baci, balegă și brânză. Mai multe cuvinte legate de o formă mai sedentară de creștere a animalelor au fost împrumutate din slavă, inclusiv coteț, grajd și stână. Limba română a conservat termeni latini pentru agricultură și denumirile din limba latină ale anumitor culturi, dar o parte importantă a lexicului agricol al acesteia provine de la o populația vorbitoare de limbă slavă. Primul grup include a ara, a semăna, a culege, a secera, grâu, in și furcă, în timp ce a croi, a plivi, brazdă, cobilă, coasă, lopată și multe altele sunt slavisme.
Vocabularul religios românesc este, de asemenea, împărțit, cu un număr mic de termeni de bază păstrați din latină și un număr semnificativ de împrumuturi din slavona veche. Româna nu a păstrat cuvinte latine conectate de societatea urbanizată. De asemenea, termenul sat ar fi fost împrumutat din limba albaneză și nu moștenit direct. Cuvântul medieval românesc obște a venit din slavă, iar cel despre limitele acesteia (hotar) este de origine maghiară.
Etnogeneza românilor nu poate fi înțeleasă doar pe baza surselor scrise, deoarece cele mai vechi înregistrări despre strămoșii lor datează de la istoricii bizantini⁠(d) din secolul al XI-lea. Când se referă la populația vorbitoare de limbă romanică din Europa de Sud-Est, izvoarele medievale timpurii folosesc exonimul „vlah” sau alte cuvinte înrudite, care toate derivă din termenul slav vechi pentru vorbitorii de limbă latină. Cele mai vechi surse scriu despre vlahii din teritoriile centrale ale Peninsulei Balcanice.

## Epocă Romană Târzie

### Scythia Minor șilimesulde la Dunărea de Jos (c.270–c.700)

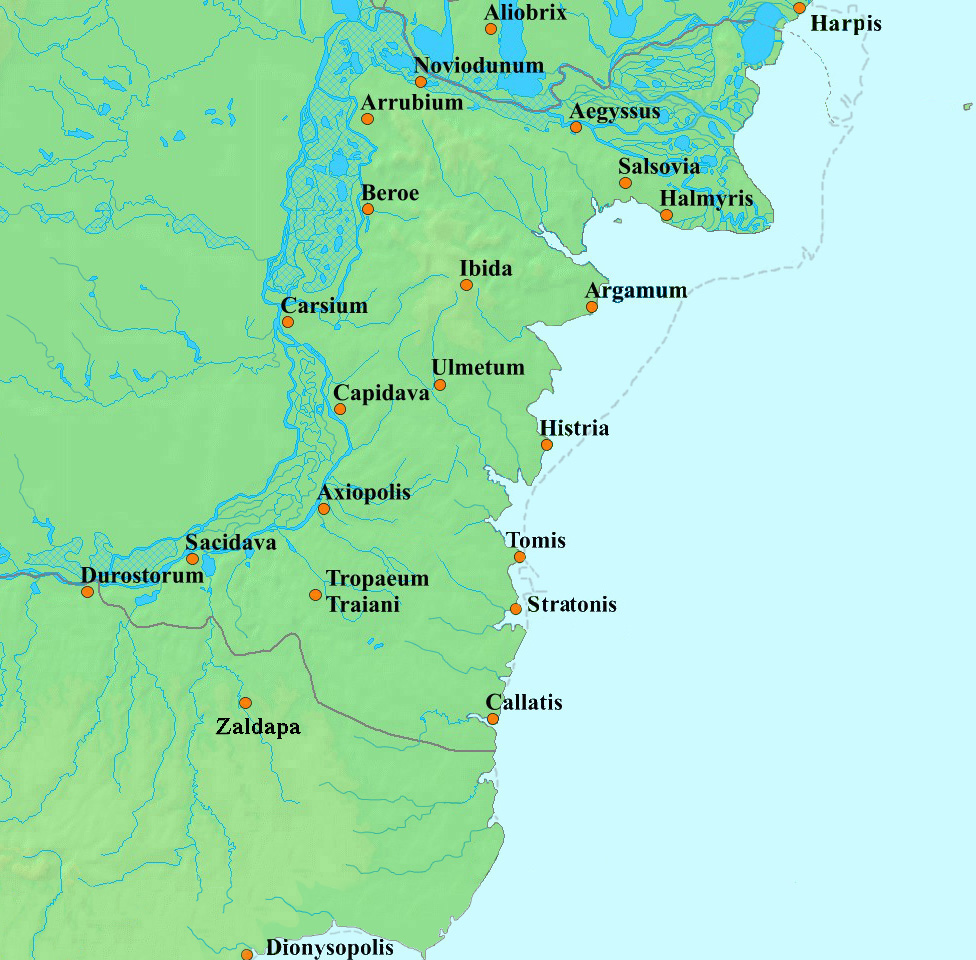
Scythia Minor: o formată prin divizarea fostei provincii Moesia Inferior pe la 293

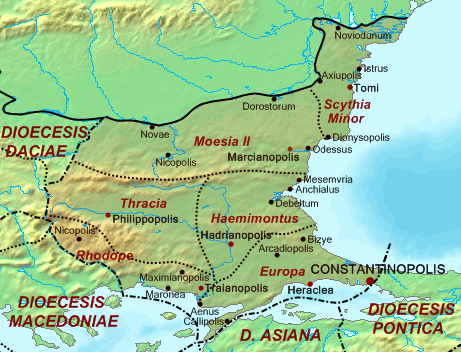
Scythia Minor în

Teritoriul dintre Dunărea de Jos și Marea Neagră a rămas parte integrantă a Imperiului Roman, chiar și după abandonarea Daciei lui Traian. Ea a fost transformată într-o provincie distinctă, sub numele de Scythia Minor în preajma lui 293. Înainte de 300, romanii au ridicat mici forturi la Dierna și în alte locuri pe malul nordic al Dunării, în Banatul actual. În regiunea lor, s-au găsit monede romane din acea perioadă—majoritatea din bronz.
Existența comunităților creștine în Scythia Minor a devenit evidentă în timpul împăratului Dioclețian (284–305). El și co-împărații săi au ordonat persecutarea creștinilor în tot imperiul, provocând moartea multora dintre ei între 303 și 313. În timpul împăratului Constantin cel Mare (306–337), s-a construit un pod peste Dunăre la Sucidava, un nou fort (Constantiana Daphne⁠(d)), și s-au reparat drumurile mai vechi în Oltenia. Dunărea de Jos a redevenit graniță nordică a imperiului cel mai târziu în 369, când împăratul Valens s-a întâlnit cu Athanaric —căpetenia goților —într-o barcă pe mijlocul râului, pentru că acesta din urmă a luat jurase „să nu pună niciodată piciorul pe pământ roman”.
Hunii au distrus Drobeta și Sucidava în anii 440, dar forturile au fost restaurate sub împăratul Iustinian I (527–565). Monede ale Imperiului Roman de Răsărit din prima jumătate a secolului al VI-lea sugerează o importantă prezență militară în Oltenia —o regiune, de asemenea, caracterizată prin predominanța ceramicii cu forme de tradiție romană. Deși împărații romani răsăriteni plăteau anual popoarele vecine pentru a menține pacea în Balcani, avarii au invadat în mod regulat Scythia Minor după anii 580. Romanii au abandonat Sucidava în 596 sau 597, dar Tomisul, ultimul oraș din Scythia Minor care a rezistat invadatorilor, a căzut abia în 704.

### La nord delimes(c.270–c.330)
Transilvania și Banatul de nord, care aparținuseră Daciei, nu au mai avut niciun contact direct cu Imperiul Roman după anii 270. Nu există dovezi că acel teritoriu ar fi fost invadat în următoarele decenii. Orașe ca Apulum și Ulpia Traiana Sarmizegetusa, și zonele înconjurătoare au continuat să fie locuite, dar zonele urbane s-au diminuat. Existența comunităților creștine locale poate fi presupusă în Porolissum, Potaissa și în alte localități. Pe de altă parte, dovezile arheologice  – în special ceramică cu semne „Hi-ro” (Χ-Ρ) și alte simboluri creștine  – sunt „obscure și slab înțelese”, potrivit arheologilor Haynes și Hanson.
Urnele găsite în cimitirele de la sfârșitul secolului al III-lea la Bezid, Mediaș, și în alte așezări transilvănene au analogii clare cu siturile de la est de Carpați, ceea ce sugerează că primii nou-veniți în fosta provincie au fost carpii din regiunile învecinate. Și alte grupuri de carpi, presați de goți, au plecat de pe pământurile lor și au căutat refugiu în Imperiul Roman în preajma anului 300. Cu toate acestea, „carpo-dacii” au fost enumerați printre popoare „amestecate cu hunii” chiar și la 379. Sarmații din Banat au fost aliați ai Imperiului, după cum demonstrează o invazie romană din 332 împotriva goților, dușmanii lor. Sarmații au fost primiți în imperiu în 379, dar alte grupuri sarmatice au rămas în câmpia Tisei până în anii 460.

### Gutthiuda:țara goților (c.290–c.455)

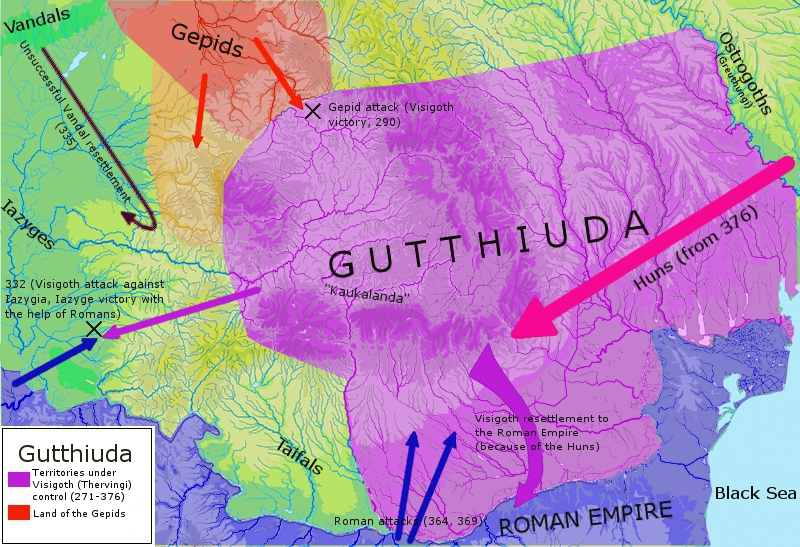
Gutthiuda, țara

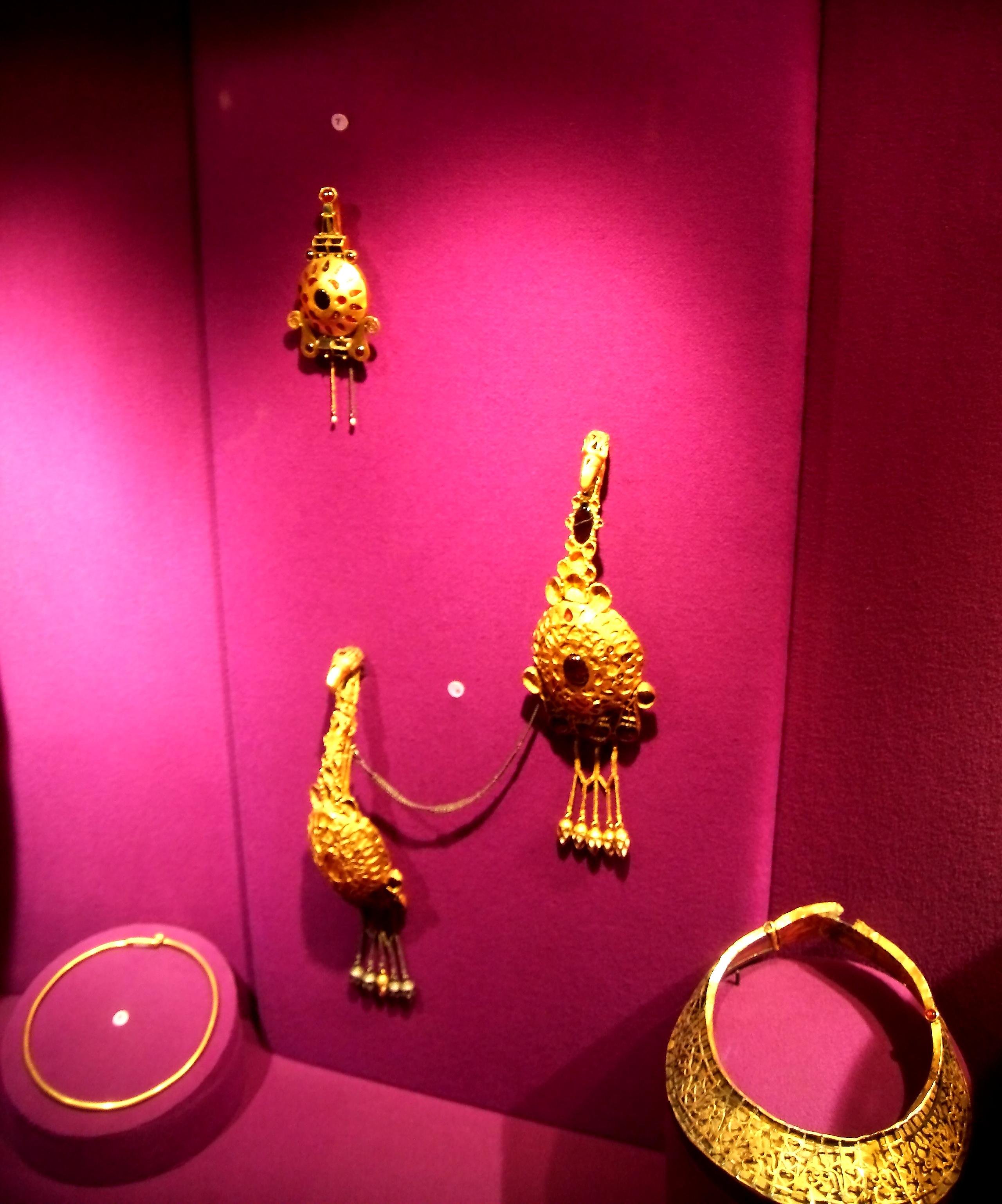
Piese ale tezaurului de la Pietroasele

Goții au început să pătrundă în teritoriile de la vest de râul Nistru după anii 230. Ei s-au împărțit în scurt timp în două grupuri distincte separate de acest râu, thervingii și greuthungii. Provincia Dacia de odinioară era stăpânită organizată de către „taifali, victohali, și thervingi” pe la 350.
Succesul goților este marcat de extinderea  culturii multietnice Sântana de Mureș-Cerneahov. Așezările acestei culturi au apărut în Moldova și Muntenia la sfârșitul secolului al III-lea, și în Transilvania după 330. Aceste meleaguri au fost locuite de o populație sedentară care se ocupa cu agricultura și creșterea animalelor. Ceramica, producția de piepteni și alte obiecte de artizanat a înflorit în sate. Ceramică fină lucrată pe roată este o trăsătură distinctivă a perioadei, dar s-au păstrat și cești făcute de mână în tradiția locală. Fiare de plug⁠(d) similare cu cele realizate în provinciile romane apropiate și broșele în stil scandinav indică contacte comerciale cu aceste regiuni. Satele Sântana de Mureș-Cerneahov, acoperind uneori o suprafață de peste 20 hectarei (49 acri), nu erau fortificate și cuprindeau două tipuri de case: bordeie⁠(d) cu pereți din nuiele și lut⁠(d) și clădiri de suprafață cu pereți tencuiți din lemn. De mai multe secole, bordeiele fuseseră caracteristice așezărilor de la est de Carpați, dar acum au apărut în zone îndepărtate din stepele Pontice.
Gutthiuda multietnică a fost împărțită în mici unități politice sau kuni, fiecare condusă de către căpetenii, sau reiks. În caz de urgență, sfatul conducătorilor tribali alegea un conducător suprem, cunoscut sub numele de iudex regum („jude al regilor”) de Sf. Ambrozie. Prizonierii de război creștini au fost primii misionari printre goți. Ulfilas, el însuși un descendent al unui capadochian captiv, a fost hirotonit episcop „al creștinilor din țara Goților” în 341. Expulzat din Gutthiuda în timpul persecuției creștinilor, Ulfilas s-a stabilit în Moesia în 348.
Dominația goților s-a prăbușit atunci când au venit hunii și i-au atacat pe thervingi în 376. Majoritatea thervingilor au cerut adăpost în Imperiul Roman și au fost urmați de grupuri mari de greuthungi și taifali. Toate grupurile importante de Goți au rămas în teritoriile de la nord de Dunăre. De exemplu, Athanaric s-a „retras cu toți oamenii lui în Caucaland” —probabil pe valea Oltului — de unde i-au „gonit pe sarmați”. Un tezaur de monede romane emise sub Valentinian I și Valens sugerează că porțile  amfiteatrului de la Ulpia Traiana au fost blocate cam în aceeași perioadă. Tezaurul de la Pietroasele, ascuns în preajma lui 450 sugerează și el prezența unei căpetenii tribale sau religioase gote în ținuturile dintre Carpați și Dunărea de Jos. El conține un torc ce poartă inscripția GUTANI O WI HAILAG, interpretată de către Malcolm Todd ca „Zeu care îi apără pe goți, prea-sfânt și neprihănit”.

### Gepidia:țara gepizilor (c.290–c.630)

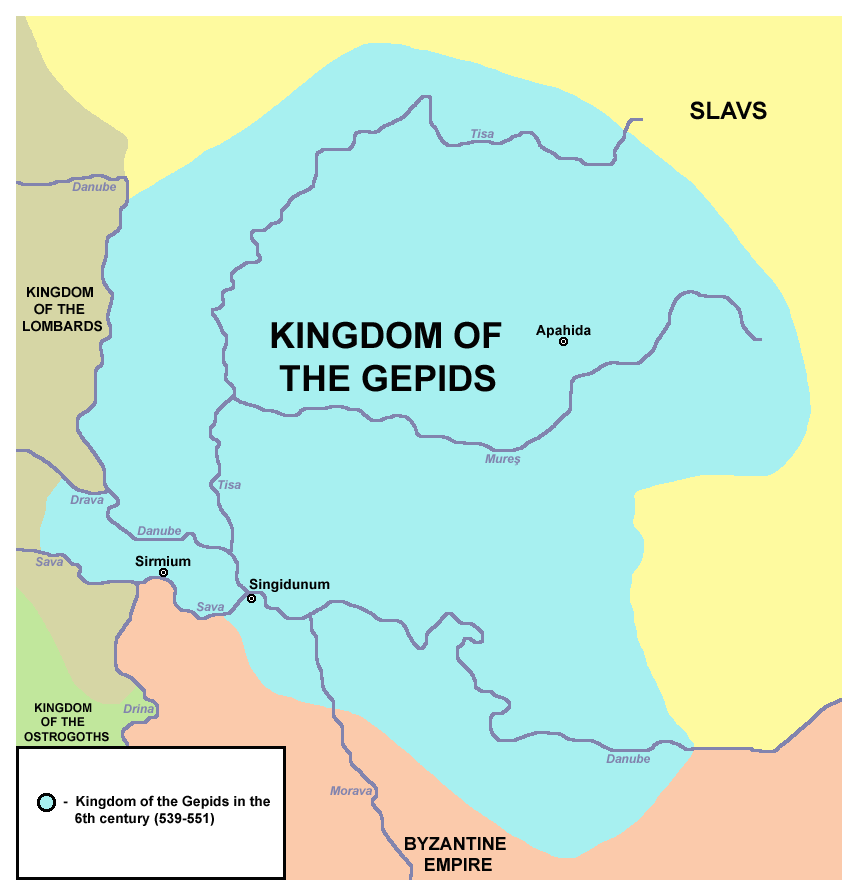
Gepidia la apogeul întinderii teritoriale

Cea mai timpurie referință la gepizi  – un trib est-germanic înrudit cu goții  – se găsește într-un panegiric⁠(d) de la 291. Autorul anonim scria că thervingii se alăturaseră la acea dată „luptei cu vandalii și gepizii”. Centrul unei Gepidii timpurii, pe câmpiile de la nord-vest de Munții Meseș, pare să fi fost situat în apropiere de Șimleu Silvaniei, unde s-au găsit obiecte de valoare de proveniență romană de la începutul secolului al V-lea.
Hunii și-au impus autoritatea asupra Gepizilor prin anii 420, dar aceștia din urmă au rămas uniți sub conducerea regelui lor, pe nume Ardaric⁠(d). Deși el era unul dintre favoriții lui Attila, regele hunilor, el s-a răsculat împotriva hunilor la moartea lui Attila în 453. Gepizii și-au recăpătat independența și „au domnit ca învingători peste toată Dacia”.

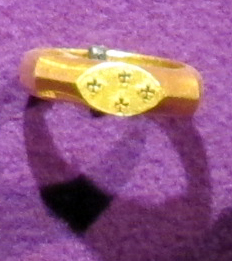
Inel de aur cu cruci găsit la necropola din Apahida

Trei morminte somptuoase găsite la Apahida demonstrează bogăția acumulată de regii gepizi prin legăturile lor cu Imperiul Roman de Răsărit. Un inel de aur cu cruci găsit într-unul din morminte sugerează că proprietarul său era creștin. Ioan din Biclar⁠(d) se referă la un episcop arian al gepizilor, ceea ce sugerează că ei se creștinaseră prin legătura cu goții arieni.
Noi așezări apărute de-a lungul râurilor Mureș, Someș și Târnava reflectă o perioadă de liniște în Gepidia până în preajma lui 568. Oamenii de rând din Biharia, Cenad, Morești, și alte sate trăiau în bordeie acoperite cu acoperișuri în două ape, dar fără vetre sau cuptoare. Ei erau mai ales agricultori, dar războaiele de țesut, pieptenii, și alte artifacte demonstrează existența unor ateliere locale. Legăturile comerciale între Gepidia și regiunile îndepărtate sunt demonstrate de descoperirile unor mărgele de chihlimbar și broșe fabricate în Crimeea, Mazovia sau Scandinavia.
Invazia avară de la 568 a pus capăt Gepidiei independente. Izvoare scrise demonstrează supraviețuirea unor grupuri gepide în Imperiul Avar. De exemplu, trupele romane răsăritene „au întâlnit trei așezări gepide” în Câmpia Tisei în 599 sau 600.

### Imperiul Hun (c.400–c.460)

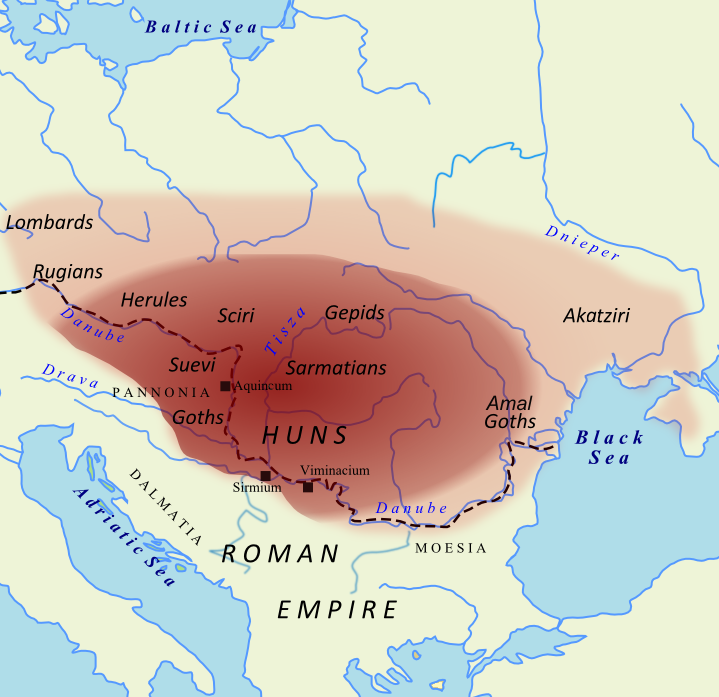
Imperiul hun pe la 450

Hunii, popor de origine incertă, erau nomazi și rătăceau „cu carele” prin anii 370. Ei erau iscusiți arcași călare, și și-au impus autoritatea asupra unui număr tot mai mare de popoare vecine. Primul lor conducător cu sediul situat în regiunea Dunării de Jos a fost Uldin, la început un aliat important, și mai târziu un dușman al Imperiului Roman de Răsărit între 401 și 408.
Guvernul roman răsăritean a plătit un tribut anual hunilor din anii 420. Aurul venit din imperiu a transformat societatea hună. Introducerea unei monarhii centralizate este evidențiată într-un raport scris de Priscus din Panium, un emisar roman răsăritean trimis la conducătorul hunilor, Attila, în 448. La acea vreme, la curtea regală se vorbea foarte mult limba gotă întrucât „supușii hunilor” vorbeau „în afară de limbile lor barbare, fie hună, fie gotă, sau —atât cât fac comerț cu romanii din apus —latina”.
Hunii și-au impus autoritatea asupra unei populații sedentare. Priscus din Panium se referă la un sat unde el și suita lui au fost primiți „cu mei în loc de grâu" și „cu medos (mied) în loc de vin”. Moartea subită a lui Attila în 453 a provocat un război civil între fiii lui. Popoarele supuse s-au răsculat și au ieșit învingătoare în bătălia de la Nedao din 454. Rămășițele Hunilor s-au retras în stepele Pontice. Unul din grupurile lor a fost primit să se stabilească în Scythia Minor în 460.

## După primele migrații

### Între Huni și Avari (c.450–c.565)
Ultimele obiecte ale culturii Sântana de Mureș-Cerneahov, odinioară răspândite pe scară largă în Gutthiuda  – cum ar fi bine arme sau obiecte artizanale  – datează din perioada care se încheie în preajma lui 430. Conform lui Coriolan H. Opreanu, aceeași perioadă se caracterizează prin deplasări de populații, care au provocat abandonarea multor sate și apariția de noi așezări. Botoșana, Dodești, și alte situri de la est de Carpați demonstrează simplificarea formelor de ceramică și un declin în utilizarea roții rapide a olarului după jumătatea secolului al V-lea. În acea perioadă, în Moldova și Muntenia și-au făcut apariția bordeie semi-scufundate cu cuptoare de piatră sau de lut, formând așezări efemere cu o suprafață mai mică de 5 hectarei (12 acri). Localnicii practicau o „formă itinerantă de agricultură”, în loc să îngrașe solul cu bălegar. Diferențele din ceramica locală indică coexistența comunităților izolate unele de altele prin mlaștini, păduri sau pe dealuri. De exemplu, în același timp, așezarea de la Cândești producea o cantitate semnificativă de ceramică lucrată la roată, Târgșor se caracteriza prin vase din cioburi zdrobite și arse, iar în valea Budureasca s-a găsit o mostră din cele mai comune vase „Kolocin⁠(d)”.
Sunt cunoscute foarte puține cimitire din a doua jumătate a secolului al V-lea, care indică utilizarea frecventă a incinerării fără utilizarea de urne sau gropi. Pe de altă parte, o mare necropolă birituală de la Sărata-Monteoru a produs peste 1600 de morminte de incinerație, fie urne lucrate la roată, fie în gropi fără urne. Mici cimitire cu morminte de înhumație au fost găsite la Nichiteni și Secuieni.
Iordanes, Procopius și alți autori din secolul al VI-lea foloseau termenii „sclavini⁠(d)” și „anți” pentru a se referi la popoarele care locuiesc pe teritoriul de la nord de Dunărea de Jos. Anții au lansat prima lor campanie de-a lungul Dunării de Jos în 518. După ce au încheiat un tratat cu Imperiul Roman de Răsărit în 545, sclavinii au început să jefuiască provinciile balcanice. Ambele grupuri etnice au luat mulți prizonieri de război în timpul raidurilor lor, dar erau gata să-i integreze „ca oameni liberi și prieteni”.
Nu se cunosc numele conducătorilor sclavinilor sau anților de la începutul secolului al VI-lea. Aceasta susține afirmația autorilor antici conform cărora ambele grupuri etnice trăiau „într-o democrație”. Aceeași concluzie poate fi trasă din relataria lui Procopius despre „escrocul Chilbudius”  – un tânăr iobag ant „vorbea limba latină”  – care a fost trimis de confrații săi de trib să negocieze cu Imperiul Roman de Răsărit în 545.
Dispariția monedelor din bronz și aur din siturile de la nord de Dunărea de Jos demonstrează o „închidere economică a frontierei” Imperiului Roman de Răsărit între 545 și 565. Aceeași perioadă se caracterizează prin tendința de uniformizare culturală în Moldova, Oltenia și Muntenia. Oalele lucrate de mână cu forme incizate foarte similare demonstrează „existența unui set interregional de simboluri comune”, fie de la olari, fie de la clienții lor. Oalele, discurile de fus și alte obiecte decorate cu cruci sau svastici au fost descoperite la Cândești, Lozna, și în alte situri. Utilizarea vaselor de lut lucrate manual pentru copt pâinea se răspândea din regiunile de la sud și est de Carpați spre ținuturile de peste Nistru și Dunărea de Jos.

### Imperiul Avar (c.565–c.800)
Avarii au ocupat Gepidia în 567, la mai puțin de un deceniu după sosirea lor în Europa. Erau păstori nomazi, care s-au stabilit în zona de câmpie. Scările de șa găsite la Sânpetru German sunt printre cele mai vechi descoperiri din România atribuite avarilor. Ei primeau produse agricole de la comunitățile agricole stabilite în domeniile lor și ale popoarelor vecine supuse autorității lor. Împăratul Justin al II-lea i-a angajat, în 578, pe avari să-i atace pe sclavini, care își reluaseră raidurile de jaf împotriva imperiului în acea perioadă. Numele unora dintre conducătorii sclavinilor au fost consemnate pentru prima dată în perioada următoare. Unul dintre ei, Musokios⁠(d), „era numit rex in limba barbară”.
Mormintele de bărbați îngropați împreună cu caii găsite la Aiud și Band dovedesc stabilirea avarilor în Transilvania la începutul secolului al VII-lea. Cimitirele lor sunt centrate în jurul minelor de sare. Pintenii —care nu se găsesc niciodată în context avar, dar erau utilizați pe scară largă în teritoriile vest-slave — au fost descoperite la Șura Mică și Medișoru Mare, sugerând folosirea de călăreți străini în secolul al VIII-lea.
Mari necropole „avare târzii” folosite de mai multe generații între c.  700 și c.  800 implică „un grad avansat de sedentizare” a întregii societăți. Imperiul Avar s-a prăbușit după ce francii au lansat trei campanii împotriva teritoriilor apusene ale avarilor între 791 și 803. Curând după aceea, bulgarii i-au atacat pe avari dinspre sud-est, și Carol cel Mare a colonizat grupuri de avari în Pannonia.

### Apariția unor noi puteri (c.600–c.895)
Regiunea Dunării de Jos a cunoscut o perioadă de stabilitate după fondarea Imperiului Avar. Siturile arheologice din Moldova, Oltenia și Muntenia au început să fie caracterizate prin popularitatea în creștere a vaselor lucrate manual cu urme de deget și printr-un declin al cimitirelor detectabile. Anania din Shirak, un geograf armean din secolul al VII-lea, descria „marea țară a Daciei”, ca fiind locuită de slavi, care formau „douăzeci și cinci de triburi”.

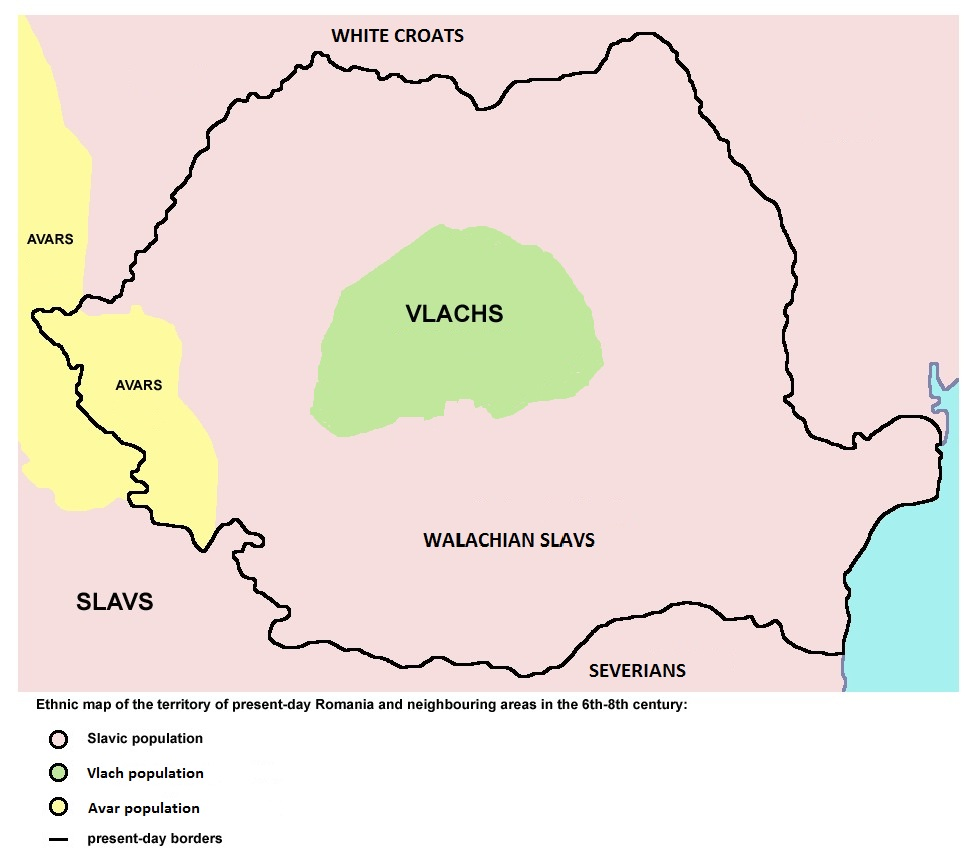
Distribuirea etnică în teritoriul de azi al României și în zonele învecinate, în secolul al VIII-lea, potrivit lui Matjaž Klemenčič și Mitja Žagar

Sate de bordeie cu cuptoare de piatră au apărut în Transilvania prin preajma anului 600. Rețeaua lor se extindea de-a lungul râurilor Mureș, Olt, Someș. Așa-numitul „grup Mediaș” de cimitire de incinerare sau mixte au apărut în această perioadă în apropierea minelor de sare. Vocabularul maghiar și românesc al mineritului sării a fost preluat de la slavi, sugerând că slavii erau angajați în mine de secole. Bistrița („repede”), Crasna („frumos” sau „roșu”), Sibiu („corn”), și multe alte râuri și localități cu nume de origine slavă, demonstrează prezența slavilor în Transilvania.
Bulgarii turcici au ajuns în teritoriile de la vest de râul Nistru, în preajma lui 670. În bătălia de la Ongal, ei l-au învins pe împăratul roman răsăritean (bizantin) Constantin al IV-lea în 680 sau 681 și au ocupat Dobrogea. Curând ei și-au impus autoritatea asupra unora din triburile vecine. O mare varietate de ritualuri de înmormântare demonstrează caracterul multietnic al Imperiului Bulgar. Chiar și bulgarii erau împărțiți în acest sens; unii dintre ei practicau de înhumația și alții incinerarea. Inițial, se făcea o distincție clară între bulgari și supușii lor, dar slavizarea⁠(d) bulgarilor a început la scurt timp.
Opreanu scrie că „nouă sinteză culturală” cunoscută sub numele de „cultura Dridu”, s-a dezvoltat în regiunea Dunării de Jos în preajma lui 680. Așezări noi cu cimitire mari arată că regiunea a cunoscut o constantă creștere demografică în secolul al VIII-lea. Așezările mari, neîntărite ale culturii Dridu se caracterizau prin bordeie tradiționale semi-scufundate, s-au găsit la Dodești, Spinoasa, și în alte locuri, și câteva case cu etajul la nivelul solului.

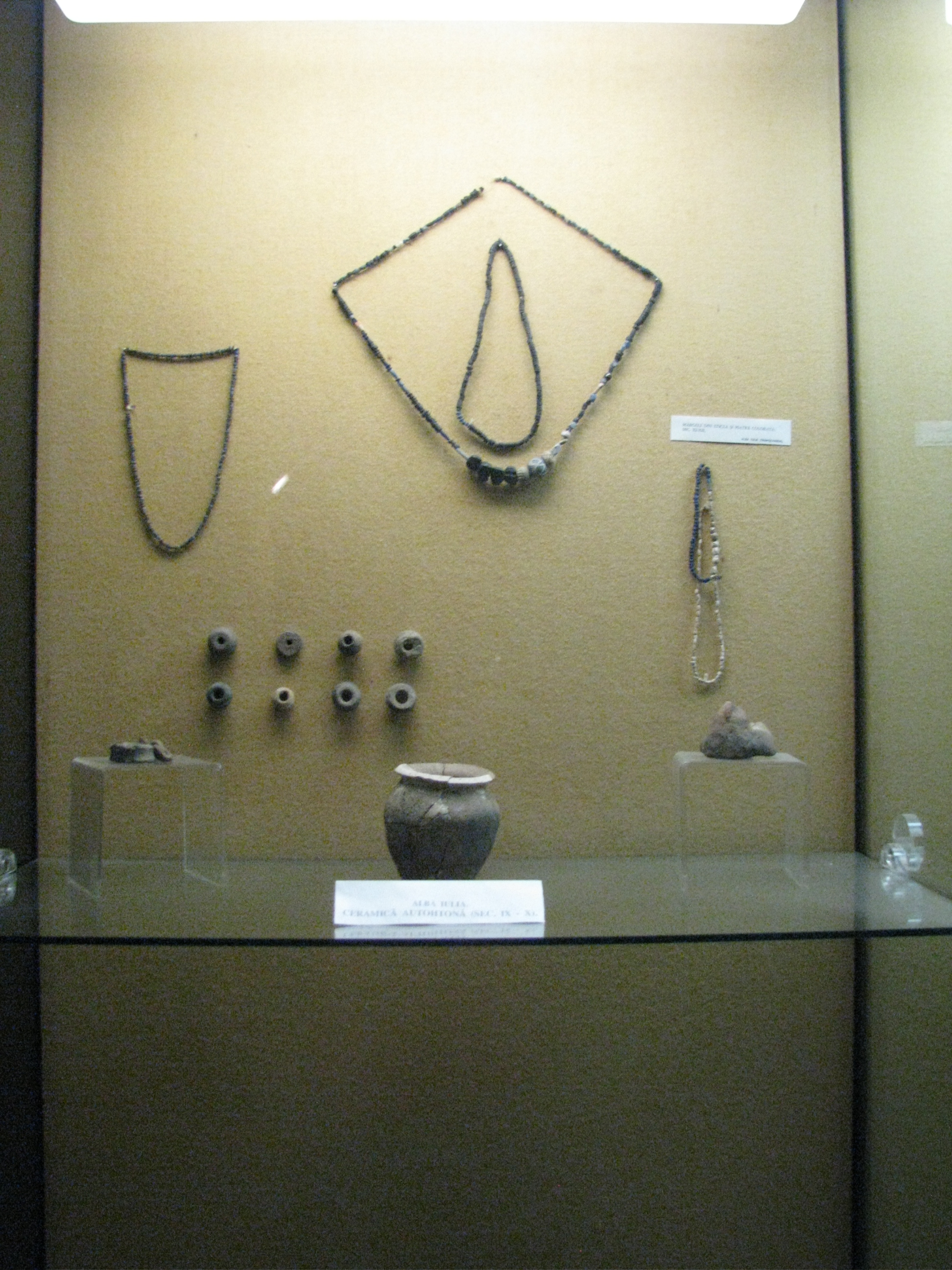
Ceramică și obiecte din secolele 9-11 din Alba Iulia, expuse la Muzeul Național al Unirii

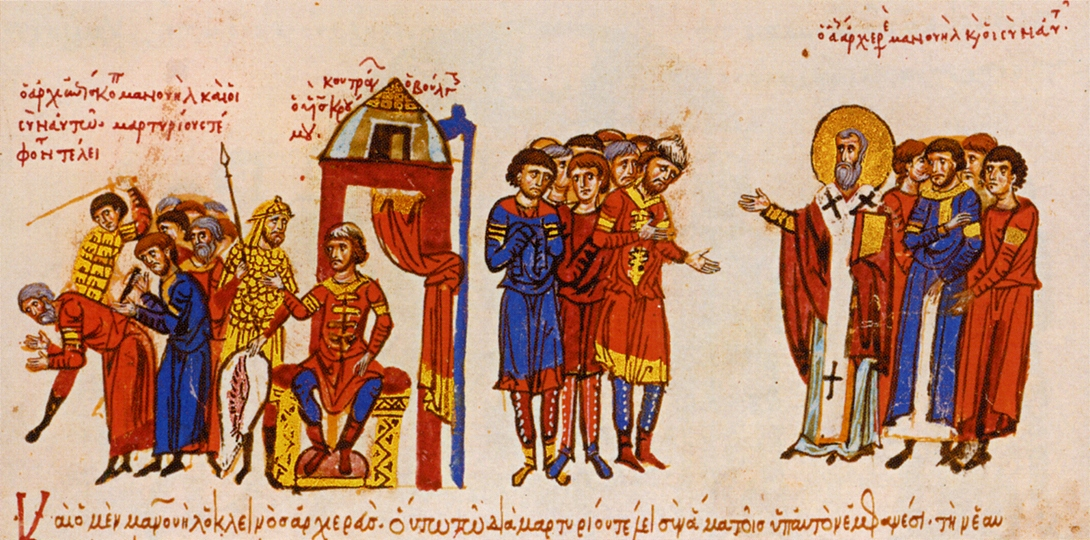
Omurtag poruncește persecutarea creștinilor din țaratul său

Comunitățile de tip „Dridu” produceau și utilizau ceramică fină cenușie sau galbenă, dar încă predominau vasele lucrate de mână. Vase cenușii fine s-au descoperit și în cimitirele „Blandiana A” din secolul al IX-lea din zona Alba-Iulia, ceea ce constituie o „enclavă culturală” în Transilvania. Lângă aceste cimitire, necropolele de morminte cu orientare vest–est formează „grupul Ciumbrud”. Accesoriile vestimentare feminine din „mormintele de la Ciumbrud” se aseamănă izbitor cu cele din cimitirele creștine din Bulgaria și Moravia. De la o dată anterioară sunt cimitirele de incinerație din „grupul Nușfalău-Someșeni” din nord-vestul Transilvaniei, tumuli din secolele al VIII-lea-al IX-lea, similare kurganelor din teritoriile slave răsăritene.
Autorii contemporani s-au aplecat foarte rar asupra Europei de Sud-Est din Evul Mediu timpuriu. De exemplu, Analele Regale France fac o referire în treacăt la abodriții⁠(d) ce trăiau „în Dacia de lângă Dunăre, în apropierea graniței cu Bulgaria” cu ocazia sosirii solilor  acestora la Aachen în 824. Teritoriul Bulgariei s-a extins sub Krum (c.  803–814), care a cucerit Adrianopolul și a forțat cel puțin 10.000 de locuitori ai orașului să se stabilească la nordul Dunării de Jos în 813. Ambițiile fiului său, Omurtag (814–831), în regiunile râurilor Nipru și Tisa sunt atestate de două coloane ridicate în memoria căpeteniilor militare bulgare care s-au înecat în aceste râuri în timpul campaniilor militare. Împăratul Arnulf a trimis soli, în 894, la bulgari să „le ceară să nu le vândă sare moravilor”, sugerând un control bulgar asupra minelor de sare din Transilvania sau asupra drumurilor spre Moravia.
În același an, maghiarii nomazi  – care au sosit în regiunea Dunării de Jos din stepele Europei de Est în 837 sau 838  – s-au implicat într-un conflict între Bulgaria și Imperiul Bizantin de partea celui din urmă. Bulgarii au incitat un alt trib nomad, pecenegii, să-i invadeze pe maghiari din est, în timp ce bulgarii îi atacau simultan⁠(d) din sud. Cele două atacuri sincronizate i-au obligat pe maghiari să traverseze Munții Carpați în căutarea unui nou teritoriu.

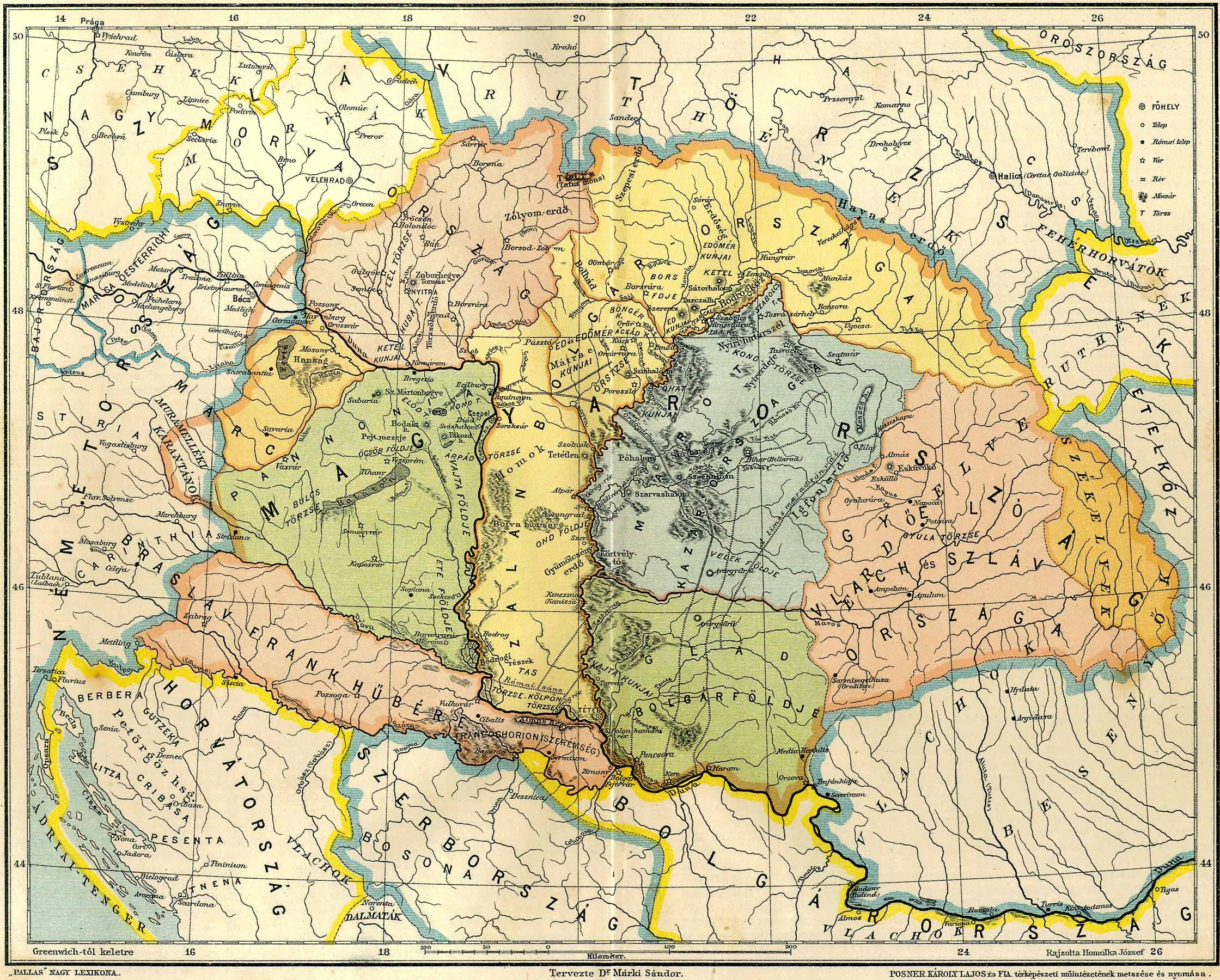
Bazinul Carpatic în ajunul „cuceririi maghiare”: o hartă bazată, în primul rând, pe narațiunea din Gesta Hungarorum

Aproximativ 300 de ani mai târziu, Anonymus, autorul Gesta Hungarorum, a scris o listă cuprinzătoare de sisteme politice și popoare din Bazinul Panonic, la cumpăna secolelor al IX-lea și al X-lea. El a scris despre cucerirea maghiară a teritoriului, dar nu i-a menționat pe Simeon I al Bulgariei, Svatopluk al Moraviei și pe adversarii cuceritorilor cunoscuți din surse contemporane. În schimb, el a descris o serie de personalități necunoscute de alți cronicari. În Gesta Hungarorum, Menumorut domnea peste „popoarele care sunt numite Kozár” în Crișana. Anonymus scria și despre secui („care au fost popoarele regelui Attila”) care trăiau pe acel teritoriu de secole și care s-au alăturat invadatorilor maghiari. Banatul, potrivit lui Anonymus, era condus de Glad, care venise „din cetatea de la Vidin”. Se spune acolo că Glad folosea „cumani, bulgari și vlahi” în armata lui. Anonymus scrie și despre Gelou, „un anume vlah” ce domnea în Transilvania peste o țară locuită de „vlahi și slavi”. El spune despre supușii lui Gelou că „au suferit multe lovituri de la cumani și pecenegi”.

## Formarea de noi state și ultimele valuri de migrații

### Primul Imperiu Bulgar după convertire (864–1018)
Boris I, domnitorul Bulgariei, s-a convertit la creștinismul ortodox în 864. El a  promovat slujbe religioase în limba poporului său, astfel că slavona a fost declarată limbă de liturghie în Biserica Ortodoxă Bulgară în 893. Una dintre cele mai vechi exemple de grafie chirilică —un alfabet puternic asociat cu liturghia slavonă —a fost găsit la Mircea Vodă în România. Inscripția chirilică din 943 se referă la un anume „jupan Dimitrie”.
Trupele bizantine au ocupat porțiuni mari din Bulgaria, inclusiv Dobrogea modernă, sub Împăratul Ioan I Tzimiskes (969–976). După moartea lui, a izbucnit o revoltă antibizantină condusă de patru frați. Unul dintre frați, David⁠(d), a fost ucis de vlahi la granița de astăzi dintre Grecia și Macedonia. În 1018, bizantinii au cucerit întreg teritoriul Imperiului Bulgar și arhiepiscopul de Ohrida a dobândit în 1020 autoritate ecleziastică asupra vlahilor ce trăiau acolo.

### Maghiari din Bazinul Panonic (c.895–c.1000)

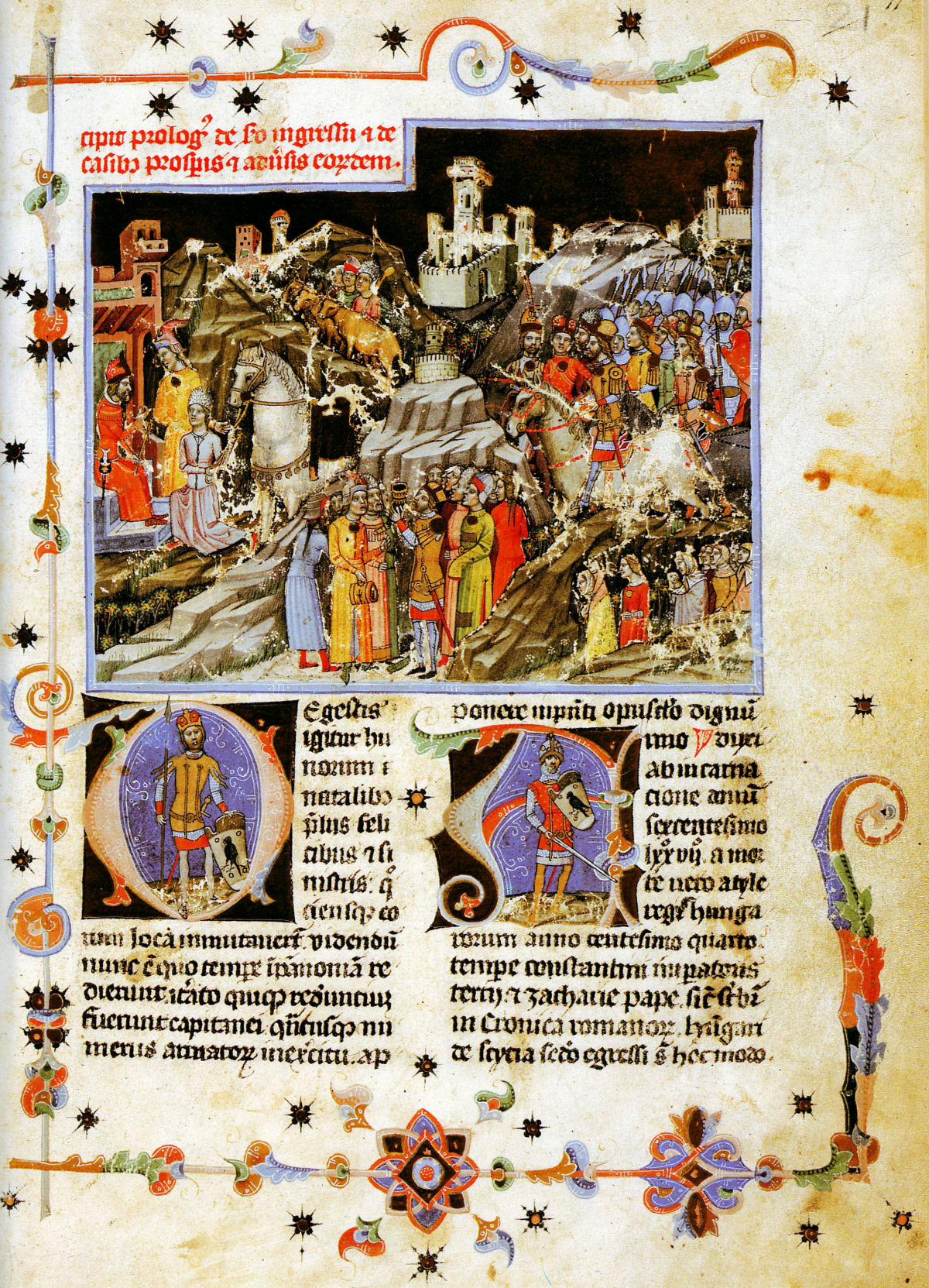
Cucerirea maghiară descrisă în Cronica ilustrată

Calea urmată de către maghiari peste Carpați atunci când au început cucerirea Bazinului Panonic variază de la sursă la sursă. Potrivit Gesta Hungarorum, maghiarii au coborât prin pasurile din nord către șes, ocolind Transilvania, și au început invazia regiunilor de la est de Tisa abia după cucerirea regiunilor vestice. Gesta Hungarorum spune că vlahul Gelou din Transilvania a murit luptându-se cu maghiarii, în timp ce supușii săi și l-au ales „drept domn pe Tétény”, unul dintre conducătorii maghiari. Anonymus scria și despre înfrângerea lui Menumorut, dar spunea că el și-a păstrat autoritatea în Crișana, până la moartea sa, oferind pe fiica sa în căsătorie lui Zolta, moștenitorul lui Árpád, căpetenia maghiarilor. O relatare diferită, Cronica luminată, scrie că maghiarii au fugit prin pasurile din Carpații Orientali în Transilvania, unde „au rămas în liniște” și „și-au odihnit turmele” pentru un timp înainte de a se muta mai la vest. Așa-numitul „grup Cluj” de mici cimitire de înhumație —morminte cu orientare  vest–est, de multe ori conținând rămășițe de cai — au apărut pe ambele părți ale Munților Apuseni preajma lui 900. Caracterul lor militar demonstrează că cei care le foloseau formau o „dublă linie defensivă”, organizată împotriva pecenegilor. Cimitirele transilvănene din „grupul Cluj” sunt adunate în jurul minelor de sare.
Împăratul Constantin al VII-lea Porfirogenetul identifica „întreaga așezare” a Ungariei cu teritoriul pe unde curg râurile Criș, Mureș, Timiș, Tisa și Toutis–posibil Bega —pe la 950. Concentrația de obiecte de proveniență bizantină la confluența dintre Mureș și Tisa arată că acest teritoriu a fost un centru regional de putere. Ca urmare, scaunul lui Gyula, căpetenie maghiară botezată la Constantinopol în preajma lui 952, exista probabil în această regiune. Pe de altă parte, cronicile maghiare asociază familia lui Gyula cu Transilvania. Toponime din stratul nomadic al toponimiei maghiare — care corespund numelor proprii sau denumirilor tribale maghiare, inclusiv Decea, Hotoan, și Ineu — dovedesc și ele că marile grupuri maghiare s-au stabilit în Transilvania prin anii 950. Un cimitir mai timpuriu „Bijelo Brdo” aparținând unei culturi arheologice din secolele al X-lea și al XI-lea cu artifacte din tot Bazinul Carpatic a fost găsit la Deva.

### Patzinakia:țara pecenegilor (c.895–c.1120)

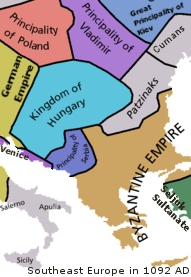
Patzinakia la sfârșitul veacului al XI-lea

Pecenegii vorbitori de limbă turcică au preluat controlul asupra teritoriilor de la est de Carpați de la maghiari în preajma lui 895. Împăratul Constantin al VII-lea scria că două „provincii” sau „clanuri” pecenege („Kato Gyla” și „Giazichopon”) se aflau în Moldova și Muntenia în preajma lui 950. Schimbarea de stăpânire nu a avut niciun efect major asupra satelor sedentare Dridu din regiune. Așezările din Moldova și Muntenia, cele mai multe construite pe malurile râurilor sau lacurilor, au rămas neîntărite. Descoperiri sporadice de cai de alamă și alte obiecte „nomade” dovedesc prezența cumanilor în comunitățile Dridu. Căpestre⁠(d) cu zăbale rigide și scărițe rotunde —noutăți ale începutului secolului al X-lea —au fost descoperite și în Moldova și Muntenia. Cimitirele localnicilor arată că inhumație a înlocuit incinerația pe la sfârșitul secolului al X-lea.
În saga lui Eymund⁠(d) se povestește că pecenegii (tyrkir) cu blökumen „și multe alte popoare neplăcute” au fost implicați în disputele pentru tron din Rusia Kieveană în 1019. O inscripție runică din secolul al XI-lea⁠(d) pe o piatră din Gotland povestește despre un bărbat vareg care a fost ucis „într-o călătorie în străinătate” de blakumeni. Atât blökumenii cât și blakumenii pot fi referiri la vlahii care trăiau în regiunile de la est de Carpați, deși traducerea de „negri” nu poate fi exclusă. Graffiti reprezentând nave și dragoni în stil scandinav au fost găsite în ansamblul rupestru de la Murfatlar.
Mari grupuri de Pecenegi presate de la est de uzi au primit azil în Imperiul Bizantin în 1046 și 1047. Chiar și așa, populații pecenege au rămas în regiunile de la nordul Dunării de Jos, chiar și după aceea. Unele dintre ele au fost primite în Regatul Ungariei în deceniile următoare, unde au fost colonizate în sudul Transilvaniei și în alte regiuni. Vlahii sau românii din zona Moldovei de astăzi sunt pomeniți într-o cronică rusească ca participând, ca aliați ai pecenegilor, sub conducerea lui Oslu, la bătălia de la Chiraleș din anul 1068

### Resurgența bizantină al Doilea Imperiu Bulgar (970–c.1185)

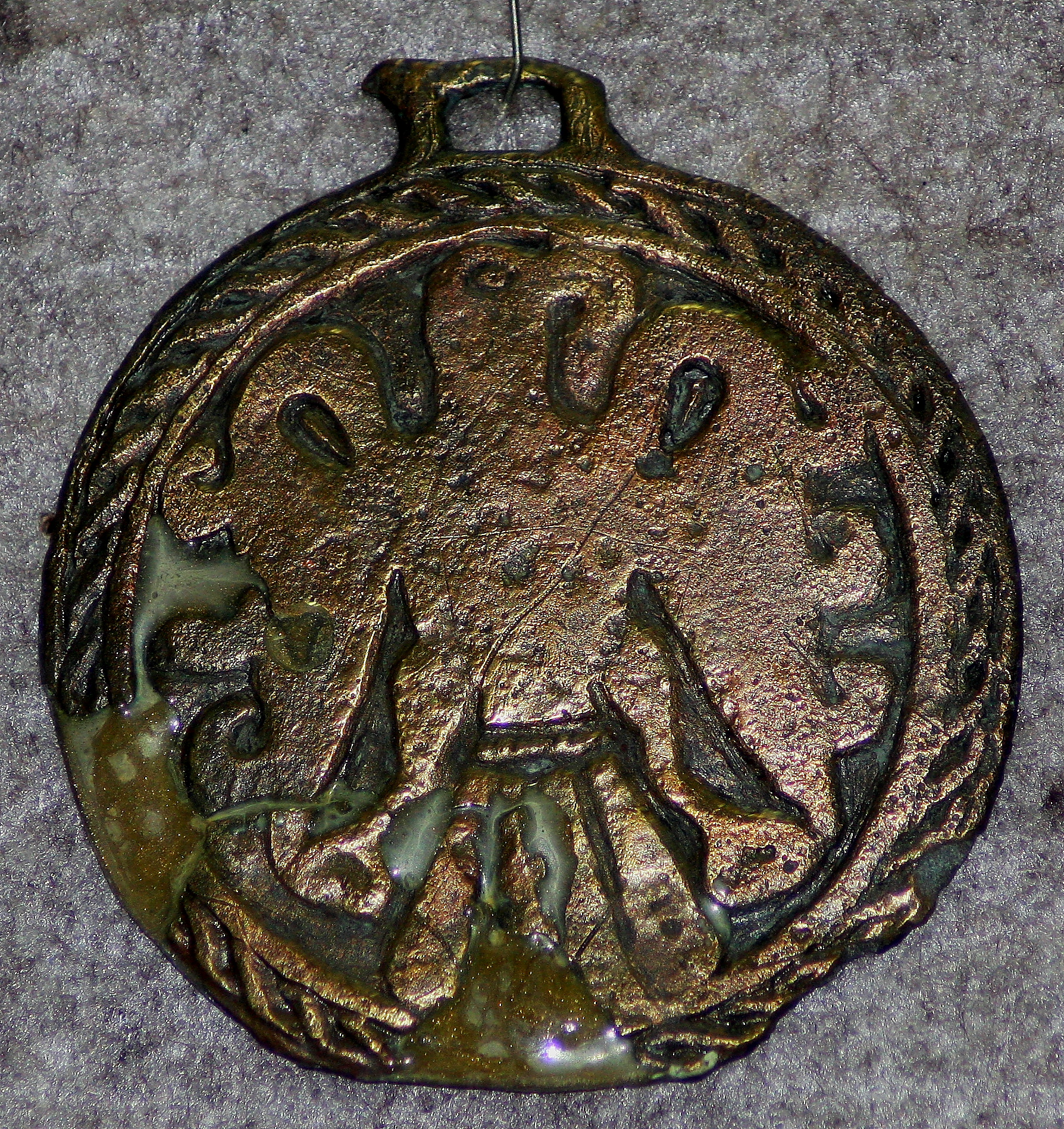
Un pandantiv bizantin descoperit la cetatea de la Păcuiul lui Soare

În jurul lui 971, împăratul Ioan I Tzimiskes a înființat thema de Paristrion⁠(d) în teritoriile ocupate între Munții Balcani și Dunărea de Jos. Pe fluviu s-au construit baze navale la Capidava, Noviodunum, și la Păcuiul lui Soare. Bulgarii și Vlahii care locuiesc în teritoriile anexate și-au exprimat adesea ostilitatea față de dominația imperială. Anna Comnena relatează cum vlahii locali le-au arătat „drumurile prin trecătorile” din Munții Balcani cumanilor care au invadat în 1094. Vlahii au luptat, totuși, și în armata imperială, de exemplu, în timpul unei campanii împotriva Regatului Ungariei în 1166. Noile taxe impuse de autoritățile imperiale au provocat o răscoală a Vlahilor și Bulgarilor în 1185, care a dus la formarea celui de al Doilea Imperiu Bulgar. Rolul important al vlahilor în noul stat reiese din scrierile lui Robert de Clari și ale altor autori occidentali, care se referă la noul stat sau la regiunile muntoase ca „Vlachia” până în anii 1250.

### Regatul Ungariei (c.1000–1241)

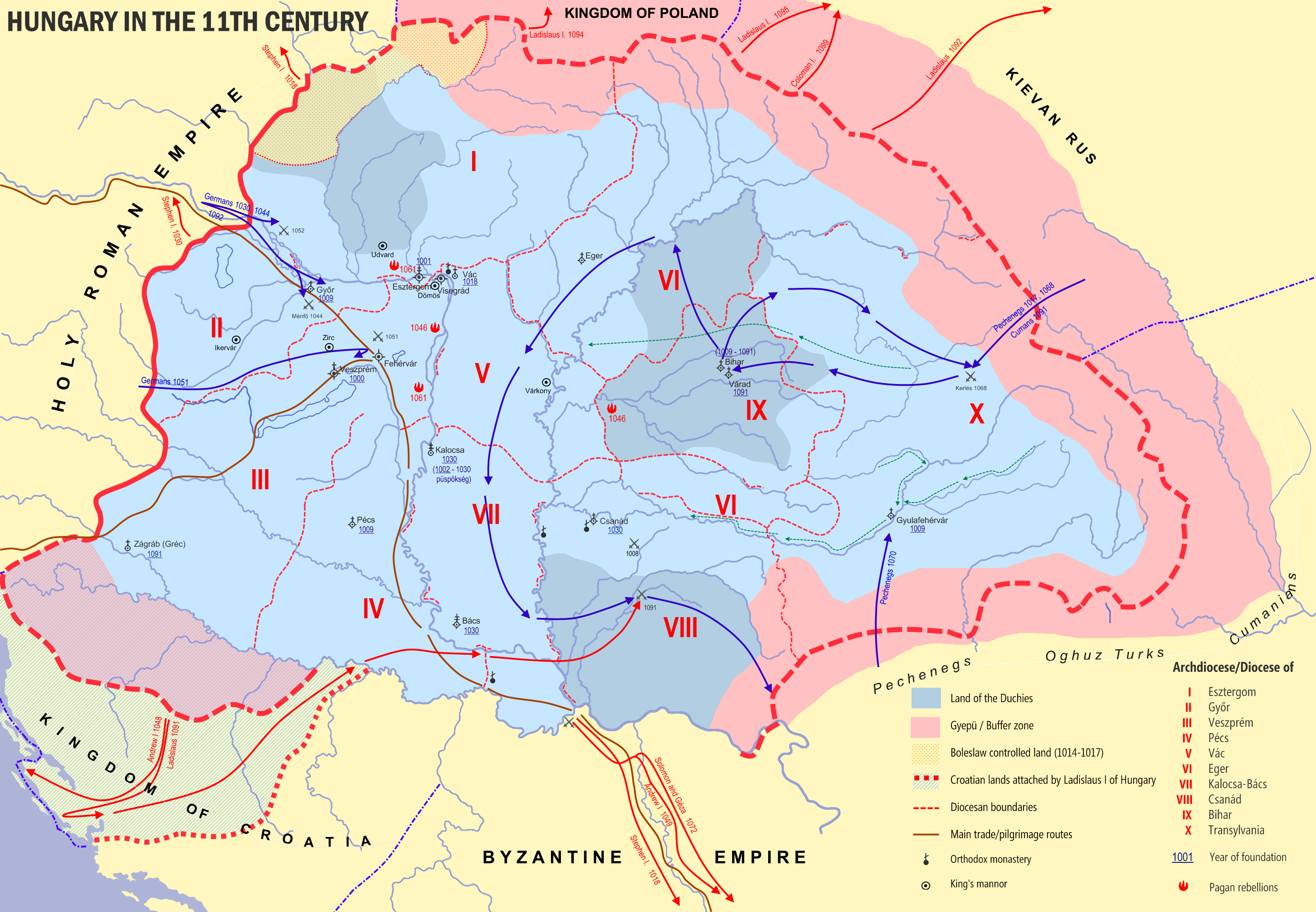
Regatul Ungariei la sfârșitul veacului al XI-lea

Ștefan, primul rege al Ungariei, a cărui domnie a început în 1000 sau 1001, a unificat Bazinul Panonic. În preajma lui 1003, el a lansat o campanie împotriva „unchiului dinspre mamă, regele Gyula” și a ocupat Transilvania. Ștefan, s-a întors mai târziu împotriva lui Ahtum, „care fusese botezat în credința ortodoxă la Vidin”, și a cucerit Banatul. Hartvik, hagiograful lui Ștefan, scria că monarhul „și-a împărțit teritoriile în zece episcopii”. Pe teritoriul actual al României, s-au înființat trei dioceze romano-catolice la Alba Iulia, Biharea (din ultimele decenii ale secolului al XI-lea în Oradea), și Cenad.
Administrația regală în întregul regat se bazat pe comitate organizate în jurul cetăților regale. Pe teritoriul României moderne, referirile la un Șpan sau comite de Alba în 1097, și de la un comite de Bihor în 1111 demonstrează apariția sistemului de comitate. Comitatele din Banat și Crișana au rămas sub autoritate regală, dar un înalt funcționar al ținutului, voievodul, îi supraveghea pe ispánii comitatelor transilvănene la sfârșitul secolului al XII-lea.
Extinderea spre est a așezărilor „Bijelo Brdo” de pe Mureș a continuat în secolul al XI-lea. Perioada este caracterizată prin cazane și bordeie cu vetre săpate în pământ. Cu toate acestea, bordeie semi-scufundate cu cuptoare de piatră de la Sfântu Gheorghe, Șimonești și din alte sate demonstrează continuitatea populației locale. Ținuturile dintre Carpați și Tisa au fost prădate de pecenegi în anii 1010 și în 1068, de uzi în 1085, și de cumani în 1091. Cluj, Dăbâca și alte cetăți regale construite din pământ și lemn au fost consolidate după atacurile din 1068. În aceste cetăți au apărut așa-numitele „cimitire Citfalău”, dependente de legislația regală de la sfârșitul secolului al XI-lea, care îi obliga pe oamenii de rând să își amenajeze cimitirele în jurul bisericilor.
Prezența timpurie a secuilor la Tileagd, în Crișana, și la Gârbova, Saschiz, și Sebeș în Transilvania este atestată prin cartă regală. Grupurile de secui din Gârbova, Saschiz, și Sebeș au fost mutate în jurul anului 1150 în cele mai estice regiuni ale Transilvaniei, când monarhii au acordat teritoriile locuite de ei unor noi coloniști sosiți din Europa de Vest. Secuii erau organizați în „scaune” în loc de comitate, și un funcționar regal, „comitele secuilor” a devenit șeful comunității lor din anii 1220. Secuii prestau servicii militare pentru monarhi, fiind în schimb scutiți de impozite.

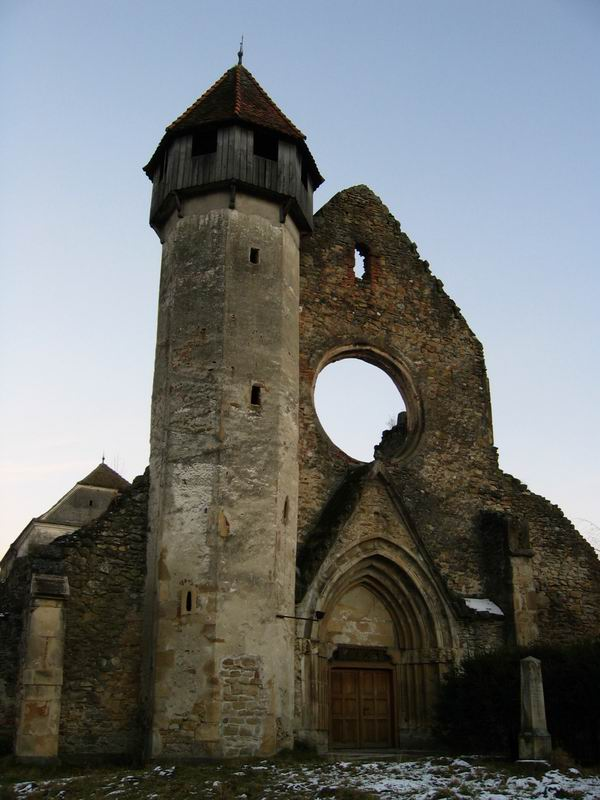
Ruinele abației cisterciene de la Cârța

Un număr mare de „oaspeți coloniști” flamanzi, germani și valoni au sosit în Transilvania în jurul anului 1150. Vasele fine lucrate la roată cu analogii în Turingia găsite la Șelimbăr demonstrează tehnologiile avansate aduse de ei în noua lor țară. O relatare a veniturilor regale din anii 1190 demonstrează că aproape o zecime din toate veniturile regale proveneau din impozite plătite de aceștia. În 1224, regele Andrei al II-lea a acordat privilegii colectiv celor care locuiau în regiunea dintre Orăștie și Baraolt. Diploma Andreanum confirma obiceiul liberei alegeri a preoților și conducătorilor locali; numai dreptul de a numi șeful comunității, „comitele Sibiului⁠(d)”, a fost rezervat de monarh. Sașii din Transilvania —așa cum erau denumiți colectiv încă din secolul al XIII-lea — au primit și dreptul de a „folosi pădurile de românilor și pecenegilor”, împreună cu aceste popoare.
Primele carte regale care se referă la românii din Transilvania sunt legate de înființarea abației cisterciene de la Cârța în jurul lui 1202, care a primit un teren până atunci posedat de români. O altă cartă regală arată că românii s-au luptat pentru Bulgaria, împreună cu sașii, secuii și pecenegii, sub conducerea comitelui Sibiului, în 1210. Românii ortodocși au rămas scutiți de zeciuiala pe care trebuia să o plătească țăranii catolici bisericii. În plus, ei plăteau doar o taxă  specială în natură, „cincizecimea” pe turmele lor.
Colonizarea a continuat cu sosirea Cavalerilor Teutoni în Țara Bârsei în anul 1211. Lor li s-a acordat dreptul de a trece liber prin „țara secuilor și țara vlahilor” în 1222. Cavalerii au încercat să se elibereze de autoritatea monarhului, așa că regele Andrei al II-lea i-a gonit din regiune în 1225. După aceea, regele i-a conferit moștenitorului său, Béla, titlul de duce⁠(d), pentru a administra Transilvania. Ducele Béla a ocupat Oltenia și a înființat o nouă provincie, Banatul de Severin, în 1230.

### Cumania:Țara Cumanilor (c.1060–1241)

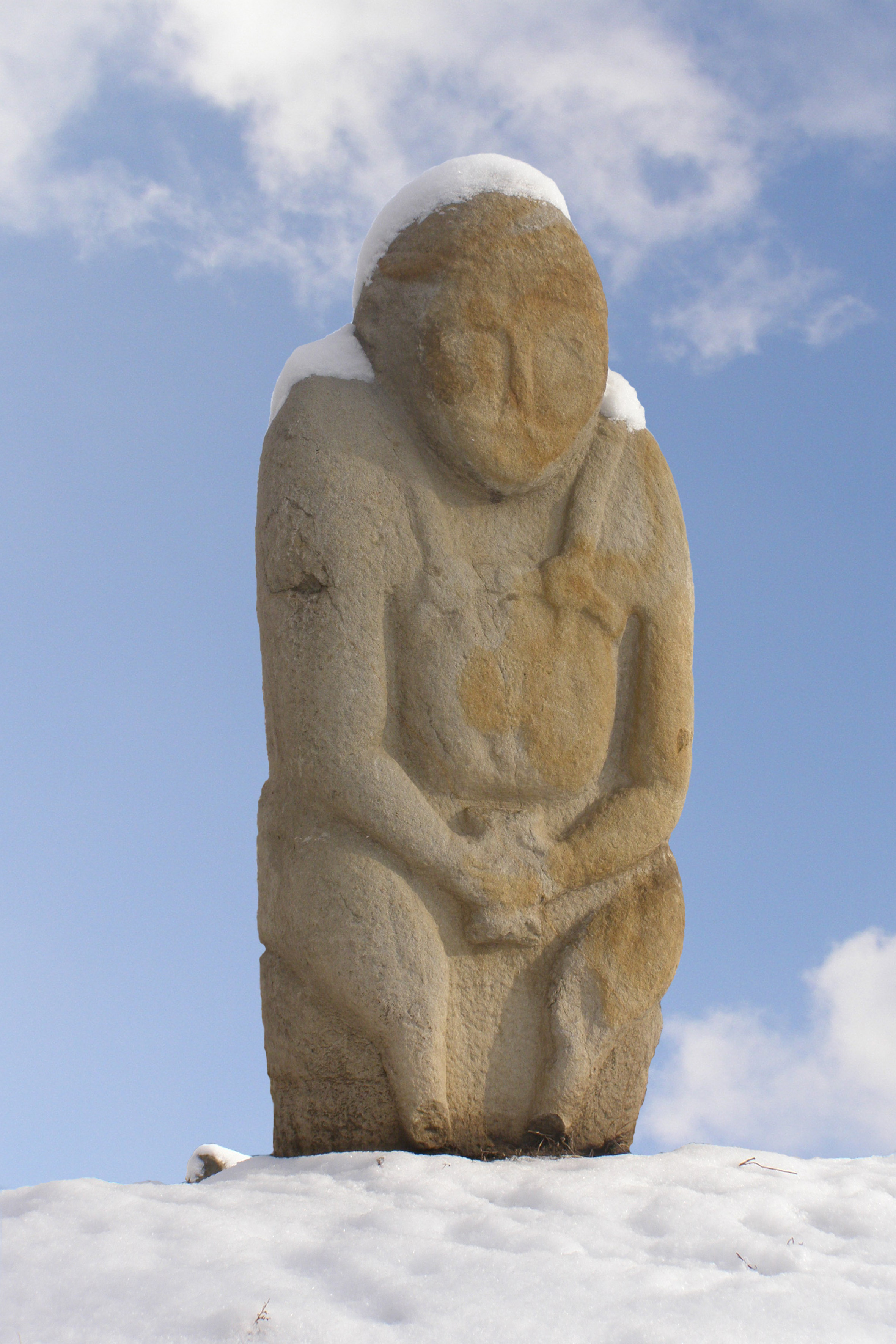
Statuie cumană de piatră

Sosirea cumanilor în regiunea Dunării de Jos a fost înregistrată pentru prima dată în 1055. O versiune din secolul al XVII-lea a cronicii turcice Oghuzname se referă că Quipchaq, un vechi erou cuman, care a luptat împotriva ulakilor (români), împreună cu alte popoare. Grupuri cumane au susținut răscoala bulgarilor și vlahilor împotriva bizantinilor între 1186 și 1197.
Satele culturii Dridu din câmpiile de la est de Carpați au fost abandonate între 1050 și 1080, în preajma perioadei când au apărut noi așezări pe teren mai înalt pe ambele maluri ale Prutului. O scădere bruscă de la 300 la 35 a numărului de situri arheologice —așezări, cimitire și tezaure —evidențiază o scădere a populației, care a continuat și în secolul al XIII-lea. Soldații bizantini în marș spre Transilvania prin teritoriul de la est de Carpați au întâlnit „o țară cu totul lipsită de bărbați” în 1166.
O coaliție de cnezi ruteni⁠(d) și truburi cumane a suferit o înfrângere răsunătoare în fața mongolilor în bătălia de pe râul Kalka din 1223. La scurt timp după aceea, Boricius, o căpetenie cumană, a acceptat botezul și supremația regelui Ungariei. A fost înființată Episcopia Romano-Catolică a Cumaniei pe teritoriile lui 1228. O scrisoare din 1234 scrisă de papa Grigorie al IX-lea se referă la „anumiți oameni din episcopia cumană numiți Walati” (vlahi), care i-a convins și pe catolicii maghiari și germani să accepte autoritatea ecleziastică a prelaților ortodocși.

### Invazia mongolă (1241–1242)

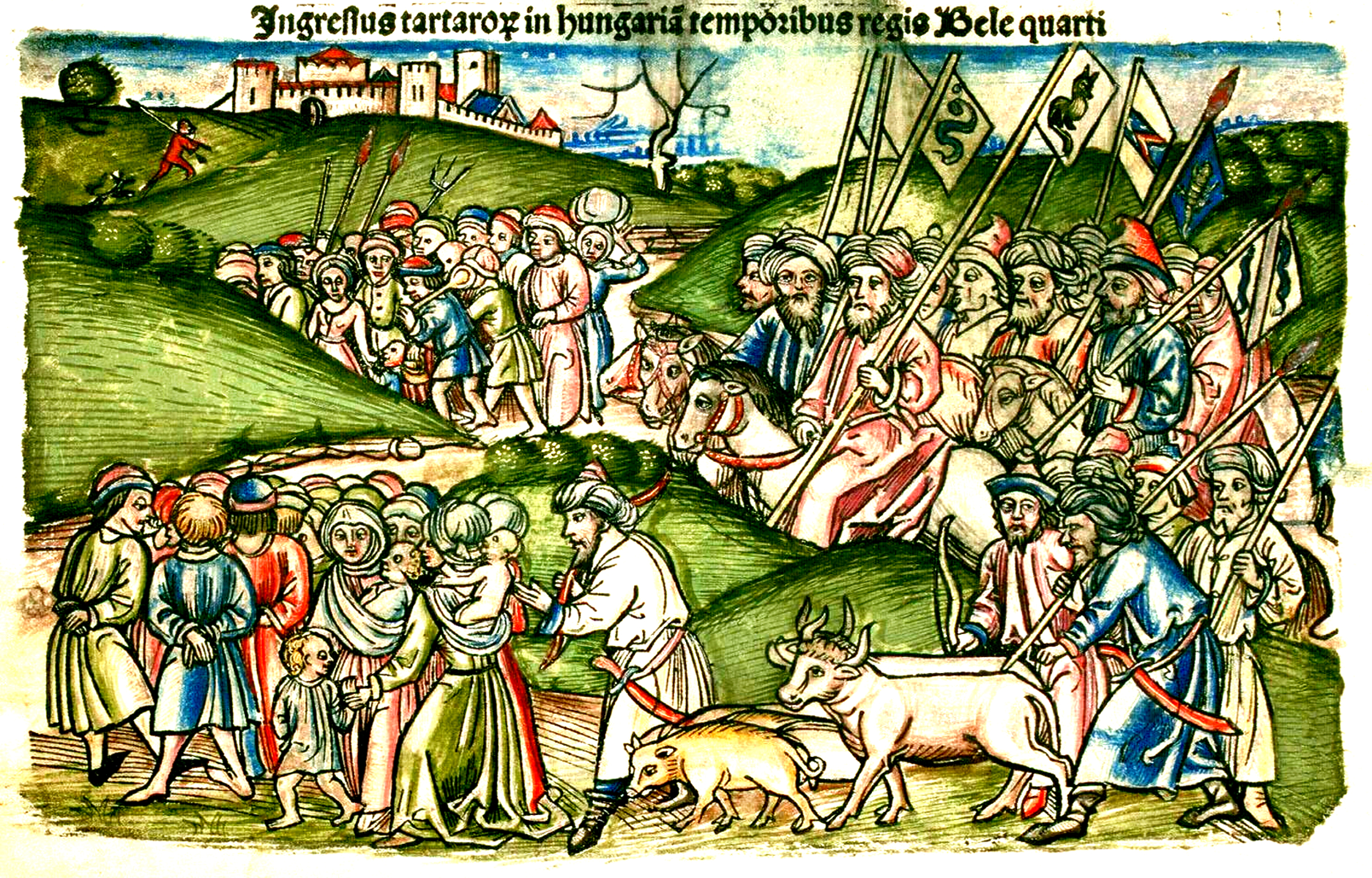
Invazia mongolă a Regatului Ungariei reprezentată în ' de către Johannes de Thurocz

Mongolii, care s-au hotărât să invadeze Europa în 1235, i-au atacat pe cumani în 1238. Mase de cumani s-au refugiat în Bulgaria și Ungaria. Mongolii au trecut apoi Carpații în martie 1241 și, în curând după aceea, au distrus „bogat sat al germanilor” (Rodna), și au cucerit Bistrița, Clujul, și Oradea. O altă armată mongolă „a purces pe drumul qara-Ulagh” („vlahilor negri”), și l-au învins pe conducătorul lor numit „Mișlav”. Ei au intrat și în Transilvania, au prădat Alba Iulia, Sibiul, abațiile de la Cârța și Igriș, și Cenadul.
Invazia mongolă a durat un an, iar mongolii au devastat mari suprafețe din teritoriul regatului înainte de a se retrage neașteptat în 1242. Matei din Paris⁠(d) și alți cărturari contemporani considerau invazia mongolă un „semn al apocalipsei”. Sate întregi au fost distruse, iar multe nu au fost niciodată reconstruite. Potrivit unui act regal din 1246, Alba Iulia, Harina, Gilău, Mărișelu, Tășnad și Zalău au fost aproape depopulate. O altă cartă de la 1252 demonstrează că Zec, un sat de pe Olt, a rămas complet părăsit.
„După devastarea regiunii, ei [mongolii] au înconjurat marele sat cu o forță combinată cu niște tătari împreună cu ruși, cumani și prizonieri maghiari. Ei au trimis întâi prizonierii maghiari înainte și au fost toți omorâți, rușii, ișmaeliții, și cumanii în luptă. Tătarii, stând după ei toți în spate, râdeau de greutatea și ruina lor și îi omorau pe cei care se retrăgeau din luptă și supuneau pe cât de mulți puteau săbiei lor, așa că după ce au luptat o săptămână, zi și noapte și au umplut șanțul, au capturat satul. Apoi i-au pus pe soldați și pe doamne, din care erau multe, să stea pe un câmp de o parte și pe țărani de cealaltă. După ce i-au jefuit de bani, haine și alte bunuri, i-au executat cu cruzime cu topoarele și săbiile, lăsând în viață doar câteva doamne și fete, pe care le-au luat pentru plăcerea lor.”—Epistola lui Rogerius''

## Urmări

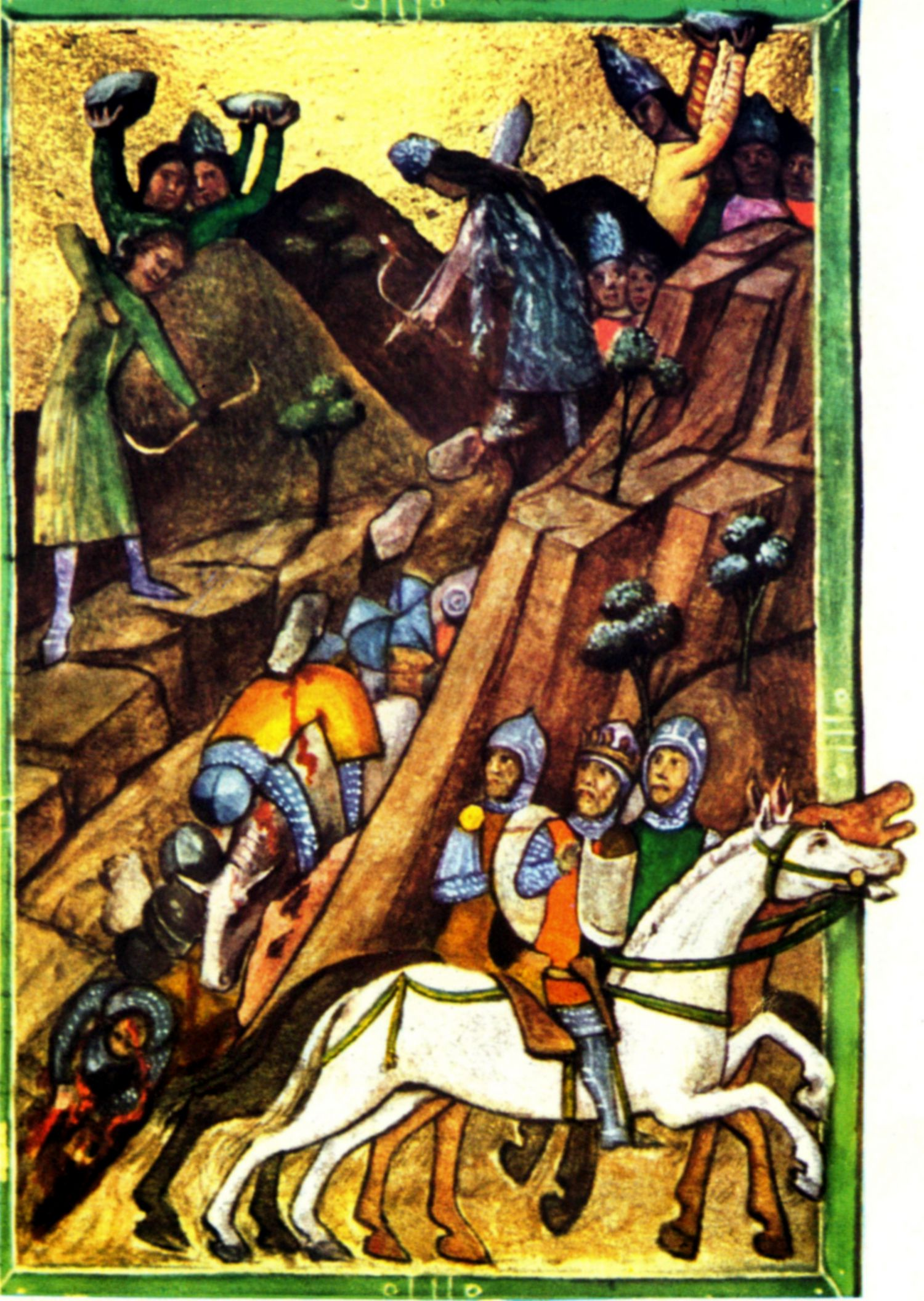
Armata lui Carol Robert de Anjou prinsă într-o ambuscadă de către cea a lui Basarab în 1330, la Posada (din Cronica ilustrată)

O nouă perioadă de colonizare intensivă a început în Banat, Transilvania și alte regiuni din cadrul Regatului Ungariei după retragerea mongolilor. Regele Béla al IV-lea se gândea și să-i colonizeze pe Cavalerii Ospitalieri în ținuturile dintre Carpați și Dunărea de Jos. Diploma acordată acestora în 1247 evidențiază existența a patru formațiuni politice românești în regiune. Ele erau sub domnia voievozilor Litovoi și Seneslau, și cnejilor Farcaș și Ioan.
Conflictele interne au caracterizat ultimele decenii ale secolului al XIII-lea în Regatul Ungariei. De exemplu, conflictul între Regele Béla și fiul său, Ștefan, a provocat un război civil care a durat de la 1261 la 1266. profitând de anarhia produsă, voievodul Litovoi a încercat să scape de suzeranitatea monarhilor maghiari în anii 1270, dar a căzut într-o luptă împotriva trupelor regale. Unul dintre succesorii săi, Basarab I a fost primul monarh român a cărui suveranitate a fost recunoscută pe plan internațional, după victoria sa împotriva regelui Carol I al Ungariei în bătălia de la Posada din 1330.